# 青年镇 (重庆市)
青年镇，是中华人民共和国重庆市綦江区下辖的一个乡镇级行政单位。

## 行政区划
青年镇下辖以下地区：
青年街社区、更古村、毛里村、堡堂村、湛家村、板辽村和燕石村。